# Desperate Desmond at the Cannon's Mouth
Desperate Desmond at the Cannon's Mouth è un cortometraggio muto del 1912 diretto da Thomas F. Ricketts e prodotto dalla Nestor.

## Produzione
Il film fu prodotto dalla Nestor Film Company.

## Distribuzione
Distribuito dalla Motion Picture Distributors and Sales Company, il film - un cortometraggio di una bobina - uscì nelle sale cinematografiche statunitensi il 3 febbraio 1912.